# Literatura británica

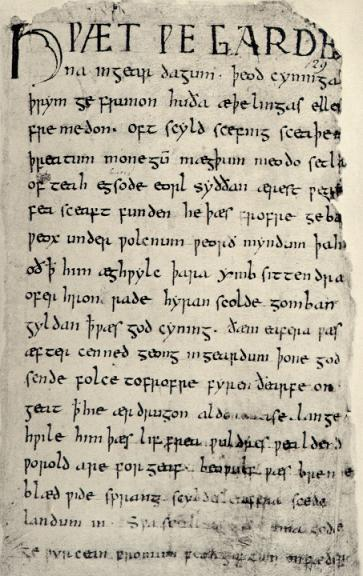
Primera página del poema épico anglosajón anónimo Beowulf. Escrito en inglés antiguo en verso aliterativo, se estima fue producido entre el y el.

La literatura británica comprende el conjunto de obras escritas producidas por habitantes de las islas británicas con el Reino Unido, la Isla de Man y las Islas del Canal, así como a la de Inglaterra, Gales y Escocia, previa a la formación del Reino Unido. 
En su mayoría la literatura británica está escrita en idioma inglés, pero hay también trabajos escritos en latín, galés, gaélico escocés, scots y otros idiomas.
La literatura inglesa antigua estuvo fermentada por escritos latinos y anglo-normandos, de origen extranjero. De esta combinación surgió un instrumento lingüístico flexible y sutil explotado por Geoffrey Chaucer y hábilmente utilizado por William Shakespeare. Durante el Renacimiento, el renovado interés por el aprendizaje y los valores clásicos tuvo un efecto importante en la literatura británica, como en todas las artes; y las ideas de la propiedad literaria de Augusto en el siglo XVIII y la reverencia en el siglo XIX por una antigüedad clásica menos específica, aunque aún vista de manera selectiva, continuaron dando forma a la literatura. Estos tres impulsos derivaron de una fuente extranjera, a saber, la cuenca del Mediterráneo. Los decadentes de finales del siglo XIX y los modernistas de principios del XX buscaron inspiración en los movimientos e individuos de la Europa continental.
Por otra parte, las pasadas actividades imperiales de Gran Bretaña en todo el mundo continuaron inspirando literatura, en algunos casos melancólica, en otros casos hostil. 
La literatura británica constituye un elemento separado de la tradición europea continental. Se destaca en todos los géneros convencionales: en Shakespeare tiene un dramaturgo de renombre mundial; en poesía, un género único y difícil de comparar con la poesía de otras literaturas; por otra parte el humor de la literatura británica es idiosincratico y es tan difícil de transmitir a los extranjeros como la poesía. Es notable el volumen de escritos de viajes de la literatura británica; y posee destacadas obras en el ámbito de la autobiografía, biografía y escritura histórica. La literatura infantil, la fantasía y los ensayos son campos de logros excepcionales en lo que respecta a la literatura británica.  En cuanto a los escritos filosóficos, que popularmente se consideran difíciles de combinar con el valor literario, pensadores como Thomas Hobbes, John Locke, David Hume, John Stuart Mill y Bertrand Russell son comparables a la lucidez y la gracia con lo mejor de los filósofos franceses y de la ciencia. maestros de la antigüedad clásica.

## Identidad británica
La naturaleza de la identidad británica ha cambiado con el tiempo. La isla que contiene Inglaterra, Escocia y Gales se conoce como Gran Bretaña desde la época del romano Plinio el Viejo (c. 23-79 ). El inglés como lengua nacional tuvo sus inicios con la invasión anglosajona que comenzó alrededor del año 450. Antes de eso, los habitantes hablaban principalmente varios idiomas celtas. Las diversas partes constituyentes del actual Reino Unido se unieron en diferentes momentos. Gales fue anexada por el Reino de Inglaterra mediante las Actas de Unión de 1536 y 1542. Sin embargo, no fue hasta 1707 con un tratado entre Inglaterra y Escocia, que el Reino de Gran Bretaña entró en existencia. Este se fusionó en enero de 1801 con el Reino de Irlanda para formar el Reino Unido de Gran Bretaña e Irlanda. Hasta tiempos bastante recientes, las lenguas celtas se seguían hablando ampliamente en Escocia, Gales, Cornualles e Irlanda, y estas lenguas aún sobreviven, especialmente en partes de Gales.
Posteriormente, el nacionalismo irlandés condujo a la partición de la isla de Irlanda en 1921; por tanto, la literatura de la República de Irlanda no es británica, aunque la literatura de Irlanda del Norte es tanto irlandesa como británica.
Las obras escritas en inglés por escritores galeses, especialmente si su tema se relaciona con Gales, han sido reconocidas como una entidad distintiva desde el siglo XX. La necesidad de una identidad separada para este tipo de escritura surgió debido al desarrollo paralelo de la literatura en lengua galesa moderna.
Debido a que Gran Bretaña era una potencia colonial, el uso del inglés se extendió por todo el mundo; desde el siglo XIX o antes en los Estados Unidos, y más tarde en otras antiguas colonias, comenzaron a aparecer importantes escritores en inglés más allá de las fronteras de Gran Bretaña e Irlanda; más tarde estos incluyeron premios Nobel.

## La llegada de los anglosajones: 449 – c.1066

### Los otros idiomas de la Gran Bretaña
Aunque los romanos se retiraron de Gran Bretaña a principios del siglo V, se siguió escribiendo literatura latina, en su mayoría eclesiástica, incluidas las Crónicas de Beda (672 / 3-735), Historia ecclesiastica gentis Anglorum; y Gildas (c. 500-570), De Excidio et Conquestu Britanniae.

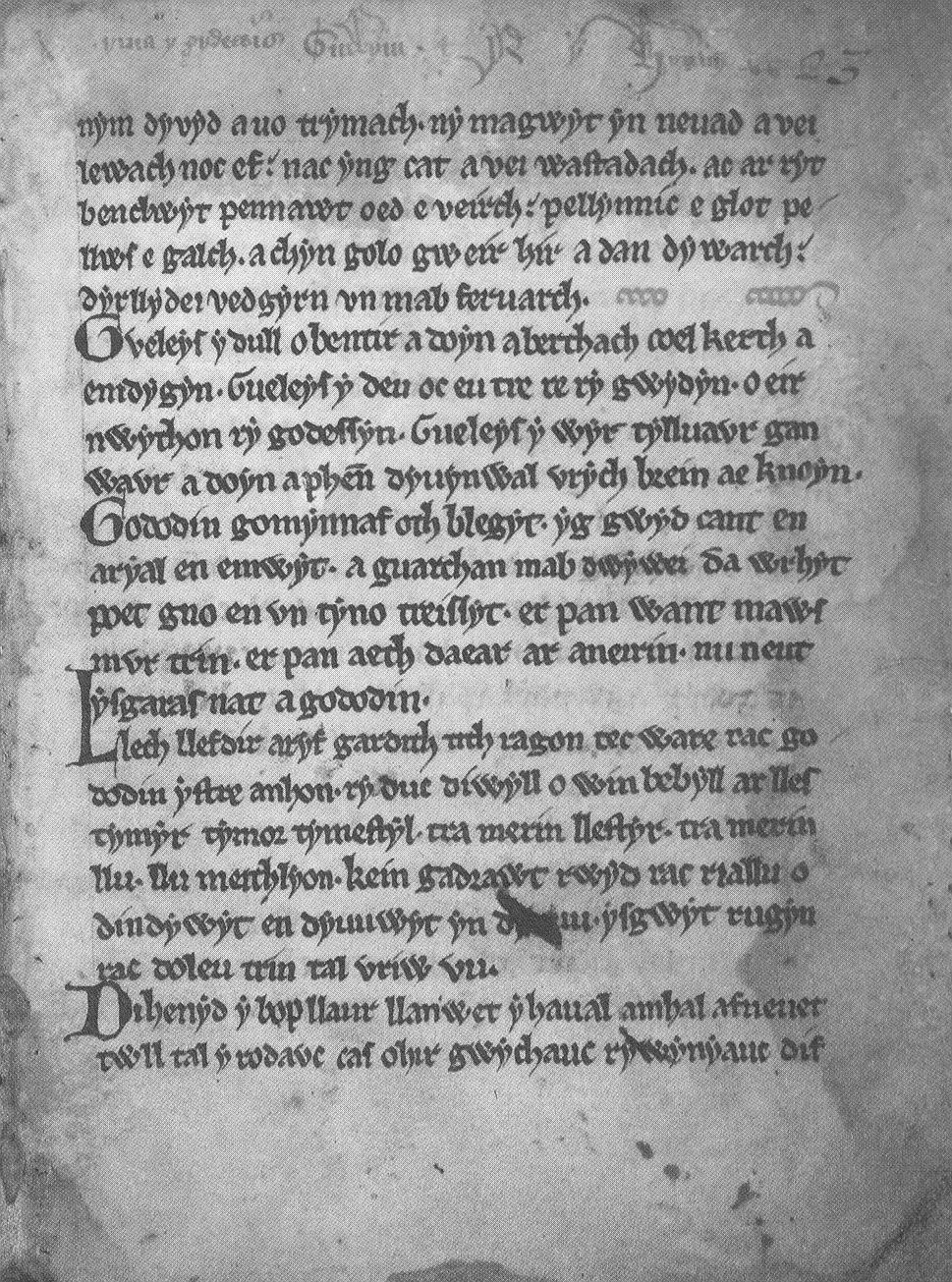
Una página de Y Gododdin c. 1275

En esa época, muchos británicos hablaban varios idiomas celtas. Entre las obras escritas más importantes que han sobrevivido se encuentran Y Gododdin y el Mabinogion. Desde el siglo VIII al XV, los colonos vikingos y nórdicos y sus descendientes colonizaron partes de lo que hoy es la Escocia moderna. Parte de la poesía nórdica antigua sobrevive relacionada con este período, incluida la saga Orkneyinga, una narración histórica de la historia de las Islas Orcadas, desde su captura por el rey noruego en el siglo IX hasta aproximadamente 1200.

### Literatura inglesa antigua: c. 658-1100
La literatura inglesa antigua, o literatura anglosajona, abarca la literatura superviviente escrita en inglés antiguo en la Inglaterra anglosajona, desde el asentamiento de los sajones y otras tribus germánicas en Inglaterra (jutos y anglos) alrededor de 450, hasta "poco después de la Conquista normanda" en 1066; es decir, c. 1100–50.  Estas obras incluyen géneros como poesía épica, hagiografías, sermones, traducciones de la Biblia, obras legales, crónicas, acertijos y otros. En total hay unos 400 manuscritos supervivientes de este período.
La tradición oral era muy fuerte en la cultura inglesa temprana y la mayoría de las obras literarias fueron escritas para ser interpretadas. Los poemas épicos fueron, por tanto, muy populares, y algunos, incluido Beowulf, han sobrevivido hasta nuestros días. Beowulf es la obra más famosa en inglés antiguo y ha alcanzado el estatus de epopeya nacional en Inglaterra, a pesar de estar ambientada en Escandinavia.
Casi todos los autores anglosajones son anónimos: doce son conocidos por su nombre a partir de fuentes medievales, pero solo cuatro de ellos son conocidos por sus obras vernáculas con alguna certeza: Cædmon, Beda, Alfredo el Grande y Cynewulf. Cædmon es el primer poeta inglés cuyo nombre se conoce. La única obra conocida de Cædmon que se conserva es el Himno de Cædmon, que probablemente data de finales del siglo VII.
Las crónicas contenían una variedad de relatos históricos y literarios, y un ejemplo notable es la Crónica anglosajona. El poema La batalla de Maldon también trata de la historia. Este es el nombre que se le da a una obra, de fecha incierta, que celebra la verdadera Batalla de Maldon de 991, en la que los anglosajones no lograron evitar una invasión vikinga.
La antigüedad clásica no se olvidó en la Inglaterra anglosajona, y varios poemas en inglés antiguo son adaptaciones de textos filosóficos clásicos tardíos. El más largo es la traducción del rey Alfredo (849-99) de la Consolación de la filosofía de Boecio.

## Literatura medieval tardía: 1066-1500

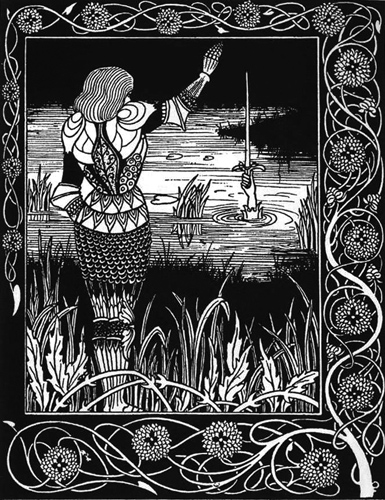
Sir Bedivere devuelve Excalibur la espada del rey Arturo a la Dama del Lago. El ciclo artúrico ha influido en la literatura británica en todos los idiomas y a lo largo de los siglos.

La diversidad lingüística de las islas en el período medieval contribuyó a una rica variedad de producción artística e hizo que la literatura británica fuera distintiva e innovadora.
Algunas obras todavía estaban escritas en latín; estos incluyen el libro de finales del siglo XII de Giraldus Cambrensis sobre su amada Gales, Itinerarium Cambriae. Después de la conquista normanda de 1066, se desarrolló la literatura anglo-normanda, introduciendo tendencias literarias de la Europa continental, como la chanson de geste. Sin embargo, el desarrollo autóctono de la literatura anglo-normanda fue precoz en comparación con la literatura continental Oïl.
Geoffrey de Monmouth (c. 1100 - c. 1155) fue una de las principales figuras en el desarrollo de la historia británica y de la popularidad de los cuentos del Rey Arturo. Es conocido por su crónica Historia Regum Britanniae (Historia de los reyes de Gran Bretaña) de 1136, que difundió los motivos celtas a un público más amplio. Wace (c. 1110 - después de 1174), que escribió en francés normando, es el primer poeta conocido de Jersey; también desarrolló la leyenda artúrica.) A finales del siglo XII, Layamon en Brut adaptó Wace para hacer la primera obra en inglés que utiliza las leyendas del Rey Arturo y los Caballeros de la Mesa Redonda. También fue la primera historiografía escrita en inglés desde la Crónica anglosajona.

### Inglés medio
El interés en el Rey Arturo continuó en el siglo XV con La muerte de Arturo (1485) de Sir Thomas Malory, una compilación popular e influyente de algunos romances franceses e ingleses artúricos. Fue uno de los primeros libros impresos en Inglaterra por Caxton.
En el período medieval tardío se desarrolló una nueva forma de inglés ahora conocida como inglés medio. Esta es la forma más temprana que es comprensible para los lectores y oyentes modernos, aunque no fácilmente. Las traducciones de la Biblia en inglés medio, en particular la Biblia de Wycliffe, ayudaron a establecer el inglés como lengua literaria. La Biblia de Wycliffe es el nombre que ahora se le da a un grupo de traducciones de la Biblia al inglés medio que se hicieron bajo la dirección o instigación de John Wycliffe. Aparecieron durante el período 1382 a 1395.
Piers Plowman o Visio Willelmi de Petro Plowman ( Visión de Piers Plowman de William ) (escrito hacia 1360-1387) es un poema narrativo alegórico del inglés medio de William Langland. Está escrito en verso aliterado sin rima dividido en secciones llamadas "passūs" ( latín para "pasos"). Piers es considerado por muchos críticos como una de las primeras grandes obras de la literatura inglesa junto con los Cuentos de Canterbury de Chaucer y Sir Gawain y el Caballero Verde durante la Edad Media.
Sir Gawain y el Caballero Verde es un romance aliterado en inglés medio de finales del siglo XIV. Es una de las historias artúricas más conocidas, de un tipo establecido conocido como el "juego de la decapitación". Desarrollado a partir de la tradición galesa, irlandesa e inglesa, Sir Gawain destaca la importancia del honor y la caballerosidad. "En el mismo manuscrito con Sir Gawayne se conservaban otros tres poemas, ahora generalmente aceptados como obra de su autor, incluido el intrincado poema elegíaco, Pearl ".

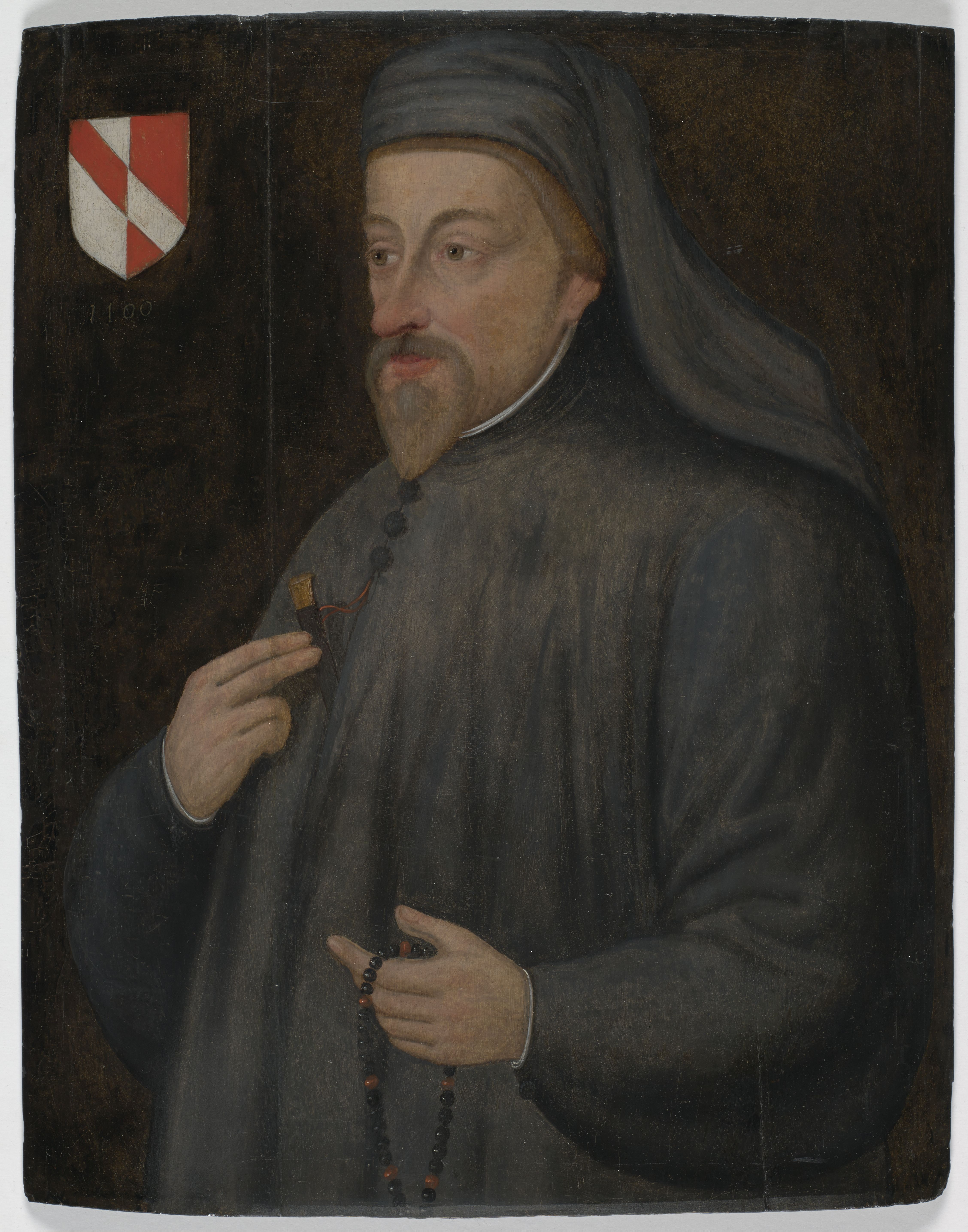
Geoffrey Chaucer, padre de la literatura inglesa.

Geoffrey Chaucer (c. 1343-1400), conocido como el padre de la literatura inglesa, es ampliamente considerado el mayor poeta inglés de la Edad Media y fue el primer poeta enterrado en Poets' Corner en la Abadía de Westminster. Chaucer es conocido hoy por Los Cuentos de  Canterbury, una colección de historias escritas en inglés medio (en su mayoría escritas en verso, aunque algunas están en prosa), que se presentan como parte de un concurso de narración de cuentos por un grupo de peregrinos mientras viajan juntos desde Southwark al santuario de Saint Thomas Becket en la Catedral de Canterbury. Chaucer es una figura crucial en el desarrollo de la legitimidad de la lengua vernácula, el inglés medio, en un momento en que los idiomas literarios dominantes en Inglaterra eran el francés y el latín.
La naturaleza multilingüe de la audiencia de la literatura en el siglo XIV puede ilustrarse con el ejemplo de John Gower (c. 1330 - octubre de 1408). Contemporáneo de Langland y amigo personal de Chaucer, Gower es recordado principalmente por tres obras principales, Mirroir de l'Omme, Vox Clamantis y Confessio Amantis, tres largos poemas escritos en anglo-normando, latín e inglés medio respectivamente que están unidos por temas morales y políticos comunes.
Las escritoras también estuvieron activas, como Marie de France en el siglo XII y Juliana de Norwich a principios del siglo XIV. Se cree que las Revelaciones de Amor Divino (alrededor de 1393) de Juliana es el primer libro publicado escrito por una mujer en inglés. Margery Kempe (c. 1373 - después de 1438) es conocida por escribir El libro de Margery Kempe, una obra considerada por algunos como la primera autobiografía en lengua inglesa.
Los principales escritores escoceses del siglo XV incluyen Henrysoun, Dunbar , Douglas y Lyndsay. Las obras de Chaucer influyeron en los escritores escoceses.

### Teatro medieval
En la Edad Media, el teatro en las lenguas vernáculas de Europa puede haber surgido de las representaciones religiosas de la liturgia. Las obras de misterio se presentaban en los pórticos de las catedrales o por actores viajeros en los días festivos. Las obras de milagros y misterios, junto con las moralidades y los interludios, evolucionaron más tarde hacia formas más elaboradas de drama, como se vio en los escenarios isabelinos. Otra forma de teatro medieval fueron las obras de teatro de los mimos, una forma de teatro callejero temprano asociado con la danza Morris, que se concentra en temas como San Jorge y el Dragón y Robin Hood. Se trataba de cuentos populares que volvían a contar historias antiguas, y los actores viajaban de pueblo en pueblo interpretándolas para su público a cambio de dinero y hospitalidad.
Las obras de misterio y las obras de milagros se encuentran entre las primeras obras de teatro desarrolladas formalmente en la Europa medieval. Las obras de misterio se centraron en la representación de historias bíblicas en las iglesias como cuadros vivientes con canciones antifonales que las acompañan. Se desarrollaron desde el siglo X hasta el siglo XVI, alcanzando la cima de su popularidad en el siglo XV antes de quedar obsoletos por el auge del teatro profesional.

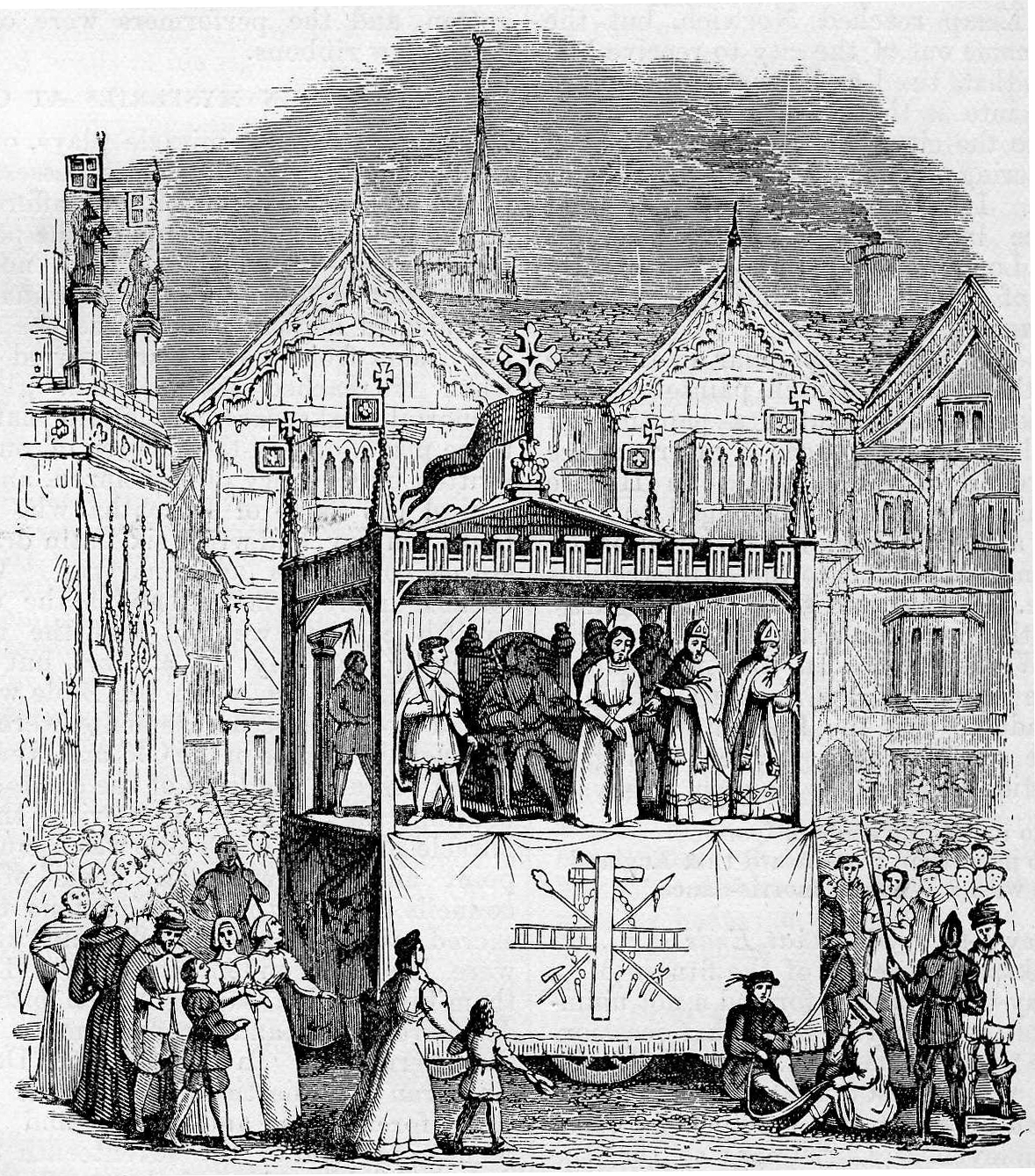
Grabado del de una actuación del ciclo de misterios de Chester.

Hay cuatro colecciones bíblicas inglesas completas o casi completas de obras de teatro del período medieval tardío. La más completa es el ciclo de York de cuarenta y ocho cuadros. Fueron representadas en la ciudad de York, desde mediados del siglo XIV hasta 1569. Además del teatro en inglés medio, hay tres obras supervivientes en idioma de Cornualles conocidas como Ordinalia.
Habiendo surgido de las obras de misterio basadas en la religión, la obra de moralidad es un género de entretenimiento teatral medieval y Tudor temprano, que representó un cambio hacia una base más secular para el teatro europeo. Las obras de teatrp sobre moralidad son un tipo de alegoría en la que el protagonista se encuentra con personificaciones de varios atributos morales que intentan impulsarlo a elegir una vida piadosa en lugar de una del mal. Las obras de teatro fueron más populares en Europa durante los siglos XV y XVI.
The Somonyng of Everyman ( The Summoning of Everyman) (c. 1509-1519), generalmente denominado simplemente como Everyman, es una obra moral inglesa de finales del siglo XV. Al igual que la alegoría Pilgrim's Progress (1678) de John Bunyan  Everyman examina la cuestión de la salvación cristiana mediante el uso de personajes alegóricos.

## El Renacimiento: 1500-1660
El estilo y las ideas del Renacimiento tardaron en penetrar en Inglaterra y Escocia, y la era isabelina (1558-1603) suele considerarse el apogeo del Renacimiento inglés. Sin embargo, muchos eruditos ven sus inicios a principios del siglo XVI durante el reinado de Enrique VIII (1491-1547).
Las influencias literarias italianas llegaron a Gran Bretaña: la forma del soneto fue introducida al inglés por Thomas Wyatt a principios del siglo XVI, y fue desarrollada por Henry Howard, conde de Surrey, (1516/1517 - 1547), quien también introdujo el verso blanco en Inglaterra con su traducción de la Eneida de Virgilio c. 1540.
La difusión de la imprenta afectó la transmisión de literatura en Gran Bretaña e Irlanda. El primer libro impreso en inglés, la traducción de William Caxton de Recuyell of the Historyes of Troye, se imprimió en el extranjero en 1473, seguida del establecimiento de la primera imprenta en Inglaterra en 1474.

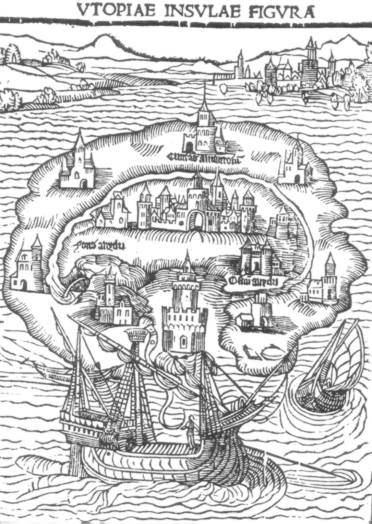
Libro de Tomás Moro Utopia, ilustración de isla imaginaria, 1516

El latín siguió utilizándose como lengua de aprendizaje mucho después de que la Reforma estableciera las lenguas vernáculas como lenguas litúrgicas para las élites.
Utopía es una obra de ficción y filosofía política de Tomas Moro (1478-1535) publicada en 1516. El libro, escrito en latín, es un marco narrativo que describe principalmente una sociedad isleña ficticia y sus costumbres religiosas, sociales y políticas.

### Período isabelino: 1558-1603
La carrera de William Shakespeare abarcó el cambio de las dinastías Tudor y Stuart y abarcó la historia inglesa y la idea imperial emergente del siglo XVII.
- Poesía

A finales del siglo XVI, la poesía inglesa utilizó un lenguaje elaborado y extensas alusiones a los mitos clásicos. Sir Edmund Spenser (1555-1599) fue el autor de The Faerie Queene, un poema épico y una alegoría fantástica que celebra la dinastía Tudor y a Isabel I. Las obras de Sir Philip Sidney (1554-1586), un poeta, cortesano y soldado, incluyen Astrophel y Stella, La defensa de la poesía y Arcadia. Los poemas destinados a la música como canciones, como las de Thomas Campion, se hicieron populares a medida que la literatura impresa se difundió más ampliamente en los hogares.
- Teatro

Durante el reinado de Isabel I (1558–1603) y luego de Jaime I (1603–25), una cultura centrada en Londres que era tanto cortesana como popular, produjo una gran poesía y teatro. Los dramaturgos ingleses estaban intrigados por el modelo italiano: una notoria comunidad de actores italianos se había establecido en Londres. El lingüista y lexicógrafo John Florio (1553-1625), cuyo padre era italiano, era un tutor real de idiomas en la corte de James I y un posible amigo e influencia de William Shakespeare, había traído gran parte de la lengua y la cultura italianas a Inglaterra. También fue el traductor de Montaigne al inglés. Las primeras obras isabelinas incluyen Gorboduc (1561), por Sackville y Norton, y la tragedia de venganza de Thomas Kyd (1558-1594) La tragedia española (1592). Altamente popular e influyente en su época, La Tragedia Española estableció un nuevo género en el teatro de la literatura inglesa, la obra de teatro de venganza o la tragedia de venganza. Jane Lumley (1537-1578) fue la primera persona en traducir Eurípides al inglés. Su traducción de Ifigenia en Aulis es la primera obra dramática conocida de una mujer en inglés.
William Shakespeare (1564-1616) se destaca en este período como un poeta y dramaturgo hasta ahora insuperable. Shakespeare escribió obras de teatro en una variedad de géneros, incluidas historias, tragedias, comedias y romances tardíos o tragicomedias. Las obras escritas en la era isabelina incluyen la comedia Twelfth Night, la tragedia Hamlet y la historia Enrique IV, Parte 1.

### Período jacobeo: 1603-1625
- Teatro

La carrera de Shakespeare continuó durante el reinado del rey Jacobo I y, a principios del siglo XVII, escribió las llamadas "obras problemáticas ", como Medida por medida, así como varias de sus tragedias más conocidas, como el rey Lear y Antonio y Cleopatra. Las tramas de las tragedias de Shakespeare a menudo giran en torno a errores o defectos fatales, que trastocan el orden y destruyen al héroe y a sus seres queridos. En su período final, Shakespeare recurrió al romance o la tragicomedia y completó cuatro obras principales, incluida La tempestad. Menos sombrías que las tragedias, estas cuatro obras tienen un tono más grave que las comedias de la década de 1590, pero terminan con la reconciliación y el perdón de errores potencialmente trágicos.
Otras figuras importantes del teatro isabelino y jacobeo son Christopher Marlowe (1564-1593), Thomas Dekker (c. 1572-1632), John Fletcher (1579-1625) y Francis Beaumont (1584-1616). El tema de Marlowe es diferente al de Shakespeare, ya que se centra más en el drama moral del hombre renacentista. Su obra Doctor Faustus (c. 1592), trata sobre un científico y mago que vende su alma al diablo. Beaumont y Fletcher son menos conocidos, pero pueden haber ayudado a Shakespeare a escribir algunos de sus mejores dramas y fueron populares en ese momento. La comedia de Beaumont, El caballero del mortero ardiente(1607), satiriza a la clase media en ascenso y especialmente a los nuevos ricos.
Después de la muerte de Shakespeare, el poeta y dramaturgo Ben Jonson (1572-1637) fue la principal figura literaria de la era jacobea. La estética de Jonson se remonta a la Edad Media y sus personajes encarnan la teoría de los humores, basada en la teoría médica contemporánea, aunque los tipos comunes de la literatura latina tuvieron la misma influencia. Las principales obras de Jonson incluyen Volpone (1605 o 1606) y Bartholomew Fair (1614).
Un estilo de teatro popular en la época jacobea era la obra de teatro de venganza, que había sido popularizada anteriormente por Thomas Kyd (1558–94) y luego desarrollada por John Webster (1578–1632) en el siglo XVII. Las obras más famosas de Webster son El diablo blanco (1612) y La duquesa de Malfi (1613). Otras tragedias de venganza incluyen The Changeling escrito por Thomas Middleton y William Rowley.
- Poesía

Shakespeare también popularizó el soneto inglés, que introdujo cambios significativos en el modelo de Petrarca. Una colección de 154 sonetos, que tratan temas como el paso del tiempo, el amor, la belleza y la mortalidad, se publicó por primera vez en un cuarto de 1609.

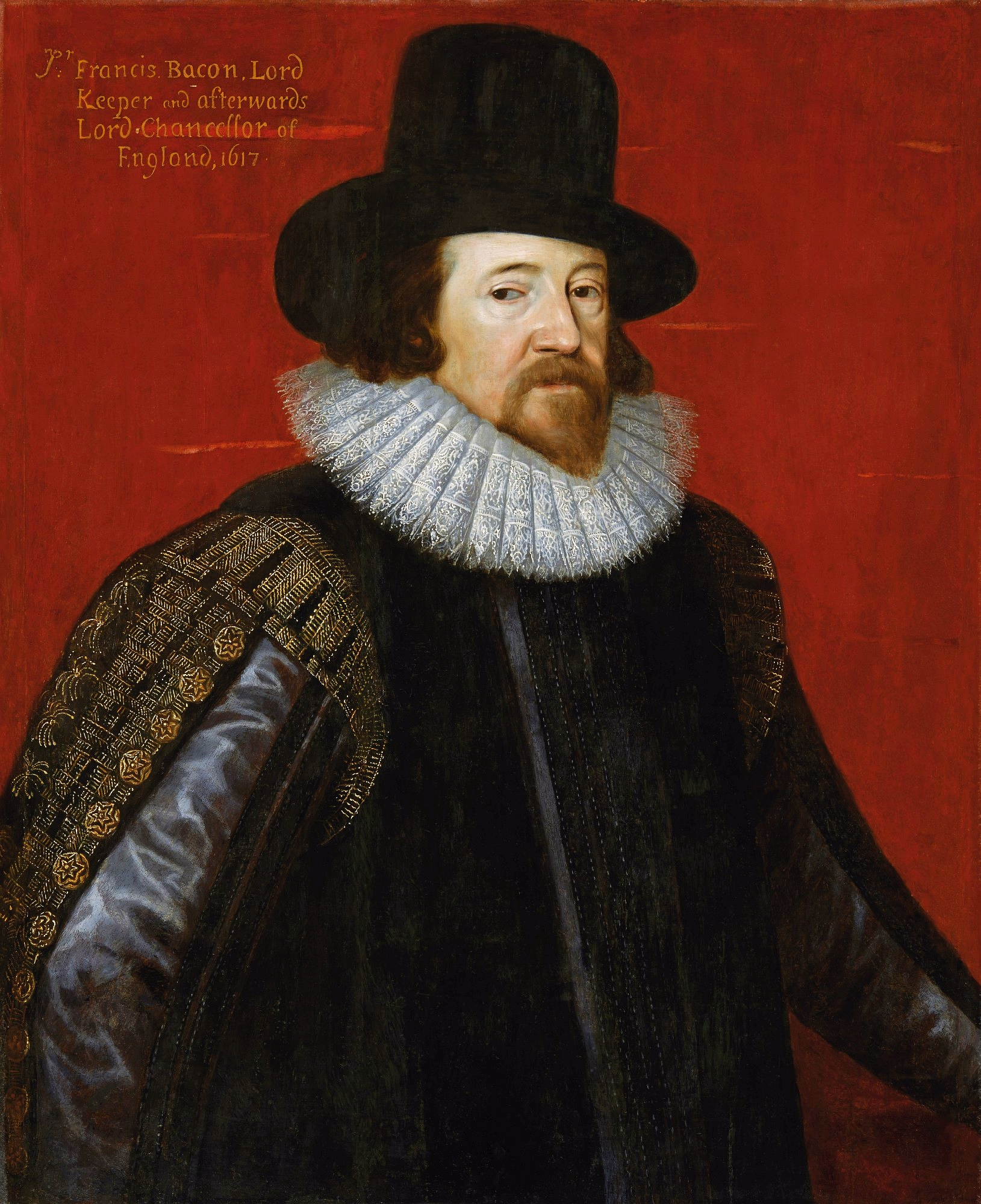
Retrato de Francis Bacon con sombrero y gorguera.

Además de Shakespeare, los principales poetas de principios del siglo XVII incluyeron a los poetas metafísicos John Donne (1572-1631) y George Herbert (1593-1633). Influenciada por el barroco continental, y tomando como tema tanto el misticismo cristiano como el erotismo, la poesía metafísica de Donne utiliza figuras poco convencionales o "no poéticas", como una brújula o un mosquito, para lograr efectos sorpresa.
George Chapman (? 1559-? 1634) fue un dramaturgo de éxito que se le recuerda principalmente por su traducción en 1616 de la Ilíada y la Odisea de Homero en verso Inglés. Esta fue la primera traducción completa de estos poemas al idioma inglés y tuvo una profunda influencia en la literatura inglesa.
- Prosa

El filósofo Sir Francis Bacon (1561-1626) escribió la novela utópica Nueva Atlántida y acuñó la frase "El conocimiento es poder ". El hombre en la Luna (1638), de Francis Godwin, relata un viaje imaginario a la luna y ahora se considera la primera obra de ciencia ficción en la literatura inglesa.
En la Reforma, la traducción de la liturgia y la Biblia a las lenguas vernáculas proporcionó nuevos modelos literarios. El Libro de Oración Común (1549) y la Versión King James autorizada de la Biblia han tenido una gran influencia. La Biblia King James, uno de los proyectos de traducción más grandes en la historia del inglés hasta ese momento, se inició en 1604 y se completó en 1611. Continuó la tradición de traducción de la Biblia al inglés desde los idiomas originales que comenzó con la obra de William Tyndale. (Las traducciones anteriores al inglés se habían basado en la Vulgata). Se convirtió en la Biblia estándar de la Iglesia de Inglaterra, y algunos la consideran una de las mayores obras literarias de todos los tiempos.

### Renacimiento tardío: 1625-1660

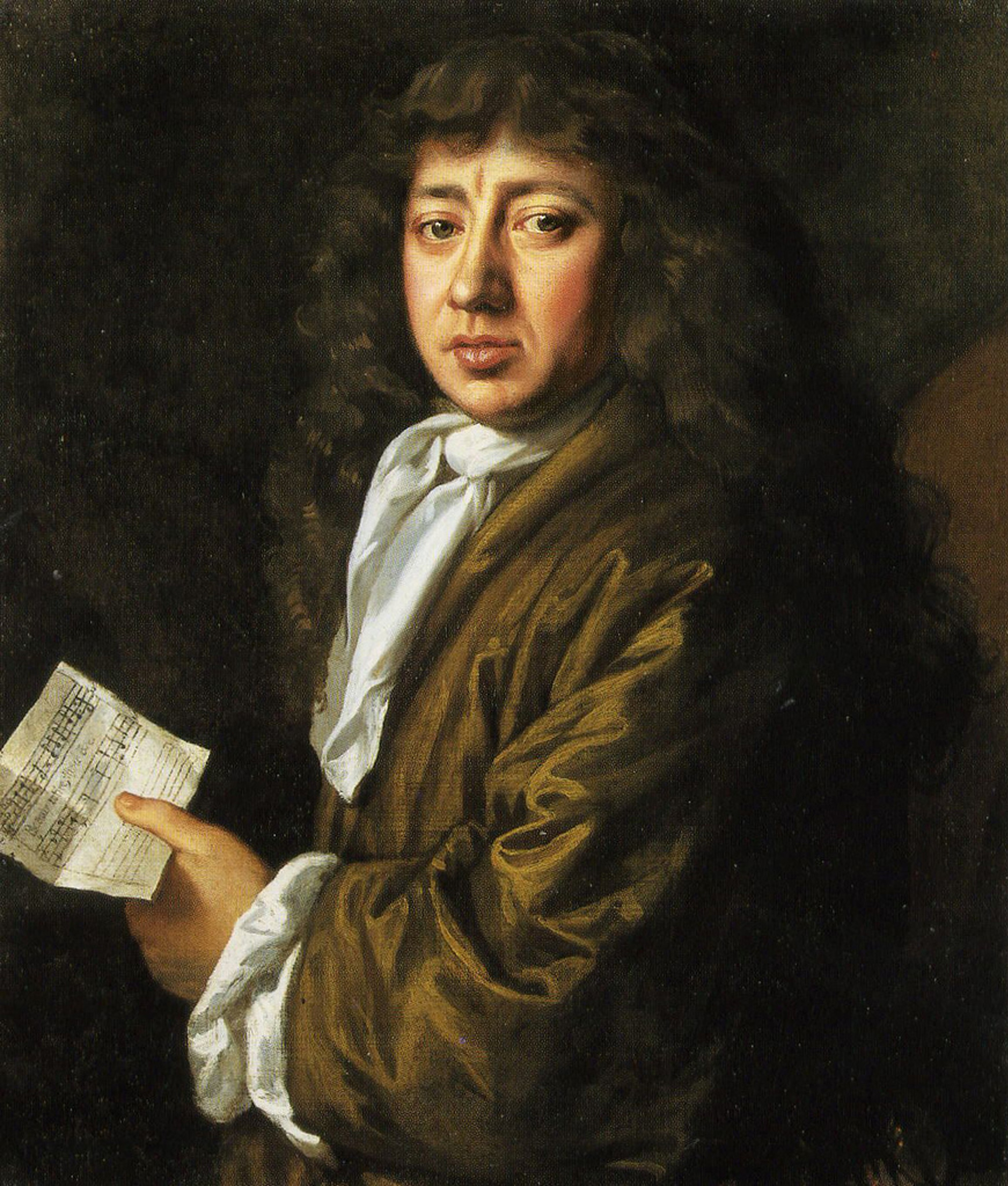
Samuel Pepys, llevó el diario más allá de las meras notas de transacciones comerciales, al ámbito de lo personal.

Los poetas metafísicos continuaron escribiendo en este período. Tanto John Donne como George Herbert murieron después de 1625, pero hubo una segunda generación de poetas metafísicos: Andrew Marvell (1621-1678), Thomas Traherne (1636 o 1637-1674) y Henry Vaughan (1622-1695). Su estilo era ingenioso, con presunciones metafísicas: símiles o metáforas inverosímiles o inusuales, como la comparación de Marvell del alma con una gota de rocío; o la descripción de Donne de los efectos de la ausencia en los amantes a la acción de un par de brújulas.
Otro grupo importante de poetas en este momento fueron los poetas Cavalier. Eran un grupo importante de escritores, que provenían de las clases que apoyaron al rey Carlos I durante las Guerras de los Tres Reinos (1639-1651). (El rey Carlos reinó desde 1625 y fue ejecutado en 1649). Los más conocidos de estos poetas son Robert Herrick, Richard Lovelace, Thomas Carew y Sir John Suckling. Ellos "no eran un grupo formal, pero todos fueron influenciados" por Ben Jonson. La mayoría de los poetas Cavalier eran cortesanos, con notables excepciones. Por ejemplo, Robert Herrick no era un cortesano, pero su estilo lo marca como un poeta cavalier. Las obras arrogantes hacen uso de alegorías y alusiones clásicas, y están influenciadas por los autores latinos Horacio, Cicerón y Ovidio.

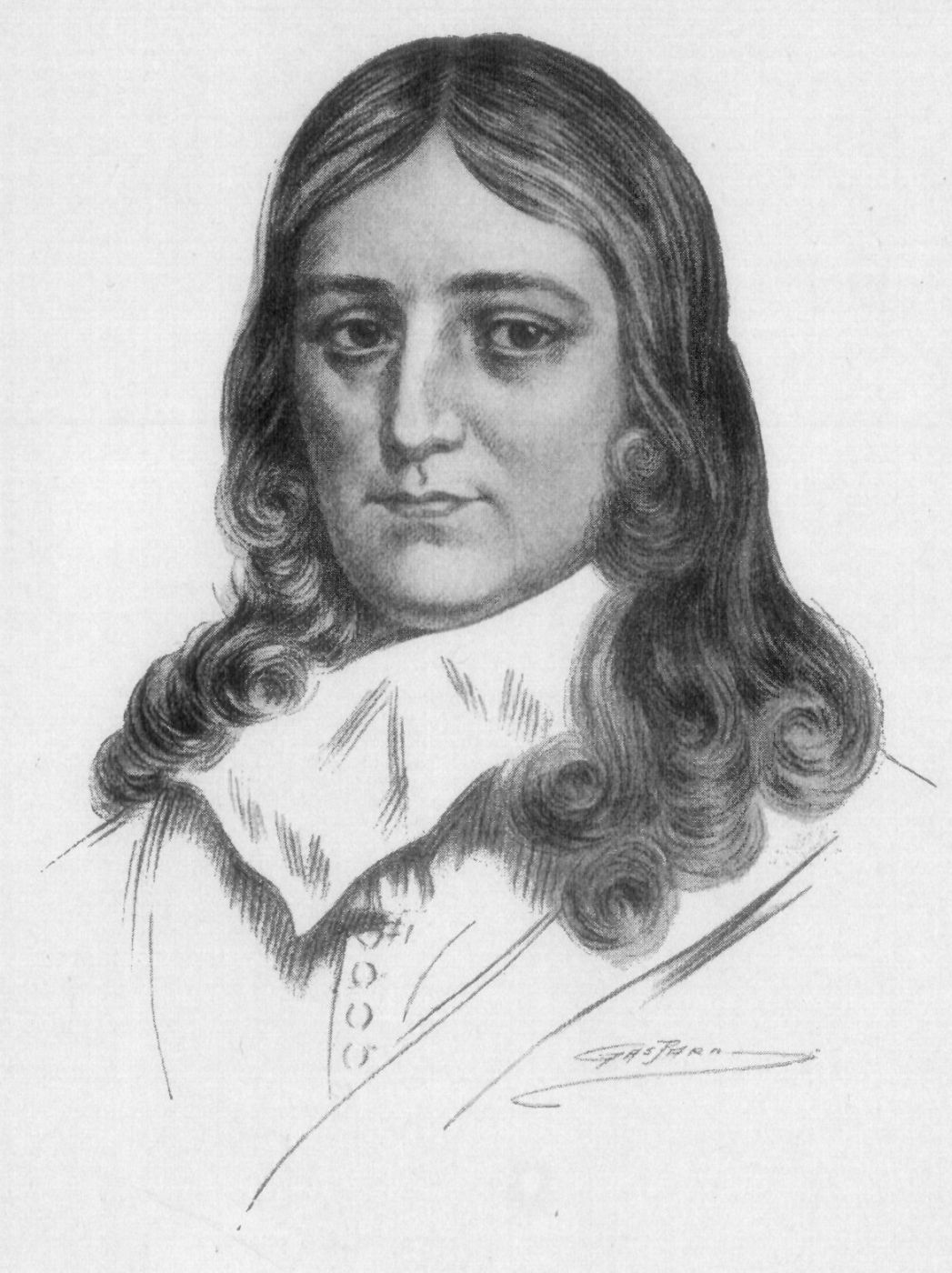
John Milton. Su poema épico religioso Paradise Lost fue publicado en 1667.

John Milton (1608–74) es uno de los más grandes poetas ingleses, que escribió en un momento de cambio religioso y agitación política. Generalmente se le considera el último gran poeta del Renacimiento inglés, aunque sus principales poemas épicos fueron escritos en el período de la Restauración, incluido El paraíso perdido (1671). Entre ellos se encuentran L'Allegro, 1631; Il Penseroso, 1634; Comus (una máscara), 1638; y Lycidas, (1638). Sus últimas obras importantes son Paradise Regained, 1671 y Samson Agonistes, 1671. Las obras de Milton reflejan profundas convicciones personales, una pasión por la libertad y la autodeterminación, y los problemas urgentes y la turbulencia política de su época. Escribiendo en inglés, latín e italiano, alcanzó renombre internacional durante su vida, y su célebre Areopagitica (1644), escrita para condenar la censura previa a la publicación, se encuentra entre las defensas más influyentes y apasionadas de la historia de la libertad de expresión y la libertad de prensa. En su biografía escrita por William Hayley de 1796 lo llamó el "autor inglés más grande", y sigue siendo considerado en general "como uno de los escritores más importantes del idioma inglés".
Thomas Urquhart (1611-1660) tradujo el Gargantúa y Pantagruel de Rabelais al inglés, y esta obra ha sido descrita como 'la más grande traducción escocesas desde el "Eneados" de Gavin Douglas.

## La Restauración: 1660-1700

### Teatro
La Restauración de la monarquía en 1660 relanzó la literatura, tanto en celebración de la nueva corte mundana y lúdica del rey como en reacción a ella. Los teatros en Inglaterra reabrieron después de haber sido cerrados durante el protectorado de Oliver Cromwell, el puritanismo perdió su impulso y la obscena "comedia de la Restauración" se convirtió en un género reconocible. La comedia de la Restauración se refiere a las comedias inglesas escritas y representadas en el período de la Restauración de 1660 a 1710. Además, a las mujeres se les permitió actuar en el escenario por primera vez.
La Restauración de la monarquía en Irlanda permitió a Ogilby reasumir su posición como Maestro de los Revels y abrir el primer Theatre Royal en Dublín en 1662 en Smock Alley. En 1662 Katherine Philips fue a Dublín, donde completó una traducción de La muerte de Pompeyo de Pierre Corneille, producida con gran éxito en 1663 en el teatro del Smock Alley, y se imprime en el mismo año, tanto en Dublín y Londres. Aunque otras mujeres habían traducido o escrito dramas, su traducción de Pompeyo abrió nuevos caminos como la primera versión rimada de una tragedia francesa en inglés y la primera obra de teatro en inglés escrita por una mujer para ser representada en un escenario profesional. Aphra Behn (una de las escritoras apodada "El triunvirato justo del ingenio ") fue una dramaturga prolífica y una de las primeras escritoras profesionales inglesas. Su mayor éxito dramático fue The Rover (1677).

### Poesía

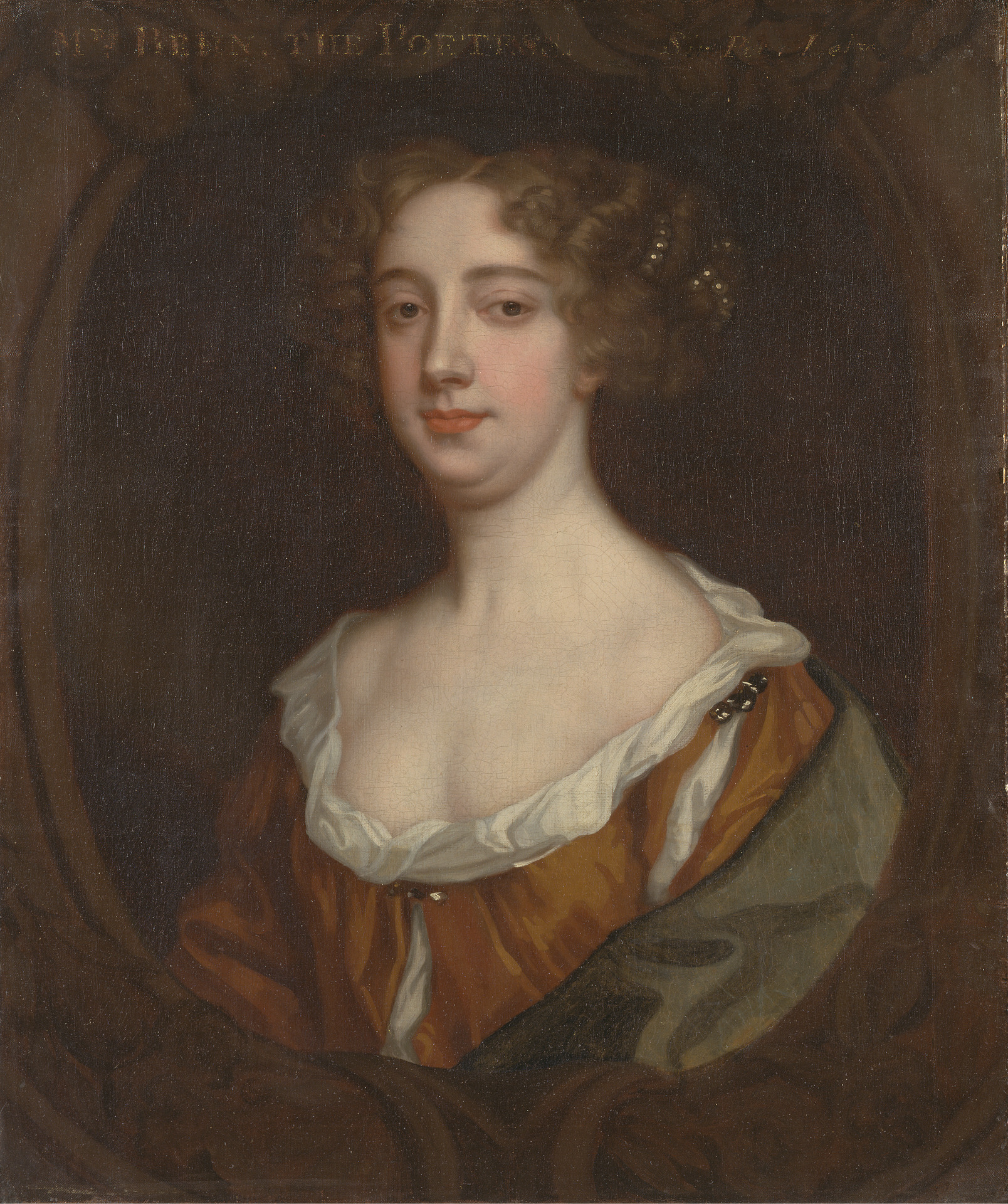
Aphra Behn

La representación del personaje Willmore en el El Rover de Behn y el ingenioso, rastrillo que recita poesía Dorimant en The Man of Mode (1676) de George Etherege son vistos como una sátira de John Wilmot, segundo conde de Rochester (1647-1680), un poeta libertino inglés y un ingenio de la corte de la Restauración. Su contemporáneo Andrew Marvell lo describió como "el mejor satírico inglés", y generalmente se le considera el poeta más importante y el más culto entre los ingenios de la Restauración. Se poema "Un sátiro contra la razón y la humanidad" es una crítica hobbesiana del racionalismo. La obra poética de Rochester varía mucho en forma, género y contenido. Formó parte de una "turba de caballeros que escribían con facilidad", que continuaron produciendo su poesía en manuscritos, en lugar de publicaciones. Como consecuencia, parte del trabajo de Rochester se ocupa de preocupaciones de actualidad, como sátiras de asuntos cortesanos en libelos, hasta parodias de los estilos de sus contemporáneos, como Sir Charles Scroope. También se destaca por su improvisación, Voltaire, quien se refirió a Rochester como "el hombre de genio, el gran poeta", admiró su sátira por su "energía y fuego" y tradujo algunas líneas al francés para "mostrar el brillo de imaginación que sólo su señoría podía presumir "
John Dryden (1631-1700) fue un poeta, crítico literario, traductor y dramaturgo inglés que dominó la vida literaria de la Inglaterra de la Restauración al extremo tal que el período llegó a ser conocido en los círculos literarios como la Era de Dryden. Estableció el pareado heroico como una forma estándar de poesía inglesa al escribir exitosas sátiras, piezas religiosas, fábulas, epigramas, cumplidos, prólogos y obras de teatro con él; también introdujo el alejandrino y el triplete en la forma. En sus poemas, traducciones y críticas, estableció una dicción poética adecuada al pareado heroico. Los mayores logros de Dryden se encontraban en el verso satírico en obras como MacFlecknoe (1682). W.H. Audensese refirió a él como "el maestro del estilo medio" que fue modelo para sus contemporáneos y durante gran parte del siglo XVIII.. La considerable pérdida que sintió la comunidad literaria inglesa a su muerte fue evidente por las elegías que inspiró. Alexander Pope (1688-1744) fue muy influenciado por Dryden, y a menudo lo tomó prestado de él; otros escritores del siglo XVIII fueron igualmente influenciados por Dryden y Pope.
Aunque Ben Jonson había sido poeta laureado de Jacobo I en Inglaterra, este no era entonces un cargo formal y el título formal de Poeta Laureado, como cargo real, fue conferido por primera vez por cartas de patente a John Dryden en 1670. El puesto luego se convirtió en un institución británica regular.

### Prosa
Los diaristas John Evelyn (1620-1706) y Samuel Pepys (1633-1703) describieron la vida cotidiana de Londres y la escena cultural de la época. Sus obras se encuentran entre las fuentes primarias más importantes para el período de la Restauración en Inglaterra y consisten en relatos de testigos presenciales de muchos grandes eventos, como la Gran Plaga de Londres (1644–5) y el Gran Incendio de Londres (1666).
La publicación de El progreso del peregrino (Parte I: 1678; 1684), estableció al predicador puritano John Bunyan (1628–88) como un escritor notable. El progreso del peregrino de Bunyan es una alegoría de la salvación personal y una guía para la vida cristiana. Bunyan escribe sobre cómo el individuo puede vencer las tentaciones de la mente y el cuerpo que amenazan con la condenación. El libro está escrito en una narrativa sencilla y muestra la influencia tanto del drama como de la biografía, y sin embargo, también muestra una conciencia de la gran tradición alegórica que se encuentra en Edmund Spenser.

## SigloXVIII

### La era de Augusto: 1701-1750
El final del siglo XVII y principios del XVIII (1689-1750) en la literatura inglesa se conoce como la Era de Augusto. Los escritores de esta época "admiraban mucho a sus homólogos romanos, imitaban sus obras y con frecuencia establecían paralelismos entre" el mundo contemporáneo y la época del emperador romano Augusto (27 d. C. - 14 a. C.). Algunos de los principales escritores de este período fueron el escritor angloirlandés Jonathan Swift (1667-1745), William Congreve, (1670-1729), Joseph Addison (1672-1719), Richard Steele(1672-1729), Alexander Pope ( 1688-1744), Henry Fielding (1707-1754), Samuel Johnson (1709-1784).

### 1707: Nacimiento de Gran Bretaña

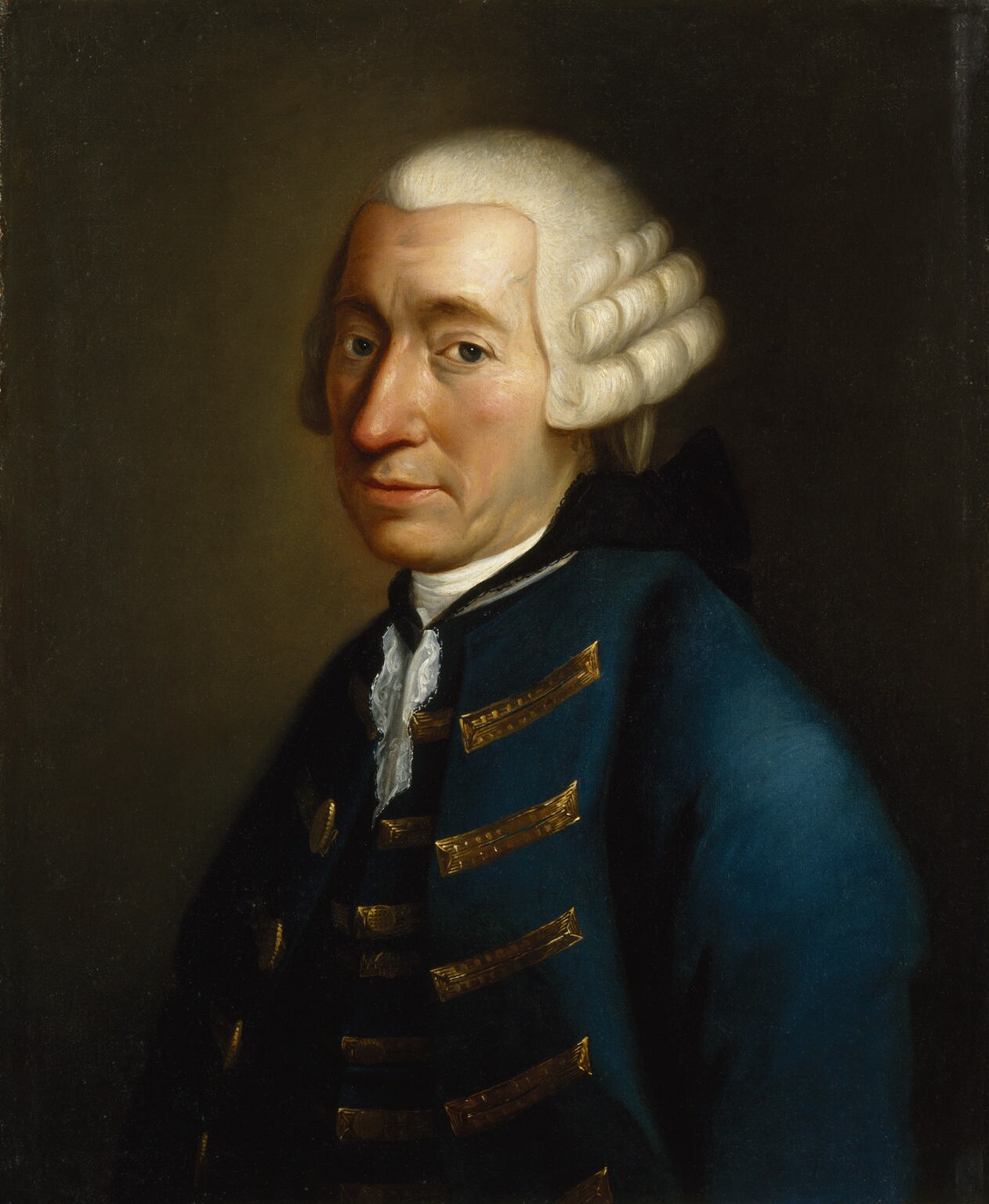
Retrato de Tobias Smollett.

La Unión de los Parlamentos de Escocia e Inglaterra en 1707 para formar un solo Reino de Gran Bretaña y la creación de un estado conjunto por las Actas de Unión tuvieron poco impacto tanto en la literatura de Inglaterra como en la conciencia nacional entre los escritores ingleses. La situación en Escocia era diferente: el deseo de mantener una identidad cultural y al mismo tiempo participar de las ventajas ofrecidas por el mercado literario inglés y el idioma estándar literario inglés llevó a lo que los escritores escoceses han descrito como la "invención de la literatura británica". Los escritores ingleses, si es que consideraban a Gran Bretaña, tendían a asumir que era simplemente Inglaterra en grande; los escritores escoceses eran más claramente conscientes del nuevo estado como una "amalgama cultural que comprende algo más que Inglaterra". "Rule Britannia!" de James Thomson es un ejemplo de la defensa escocesa de esta nueva identidad nacional y literaria. Con la invención de la literatura británica llegó el desarrollo de las primeras novelas británicas, en contraste con la novela inglesa del siglo XVIII, que continuó tratando con Inglaterra y las preocupaciones inglesas en lugar de explorar el cambiante entorno político, social y literario. Tobias Smollett (1721-1771) fue un pionero escocés de la novela británica, que exploró los prejuicios inherentes a la nueva estructura social del país a través de novelas picarescas cómicas. Su Las aventuras de Roderick Random (1748) es la primera gran novela escrita en inglés que tiene a un escocés como héroe, y las voces multinacionales representadas en la narrativa confrontan el sentimiento anti-escocés, siendo publicado solo dos años después de la Batalla de Culloden. La expedición de Humphry Clinker (1771) reúne a personajes de los extremos de Gran Bretaña para cuestionar cómo se pueden acomodar las diferencias culturales y lingüísticas dentro de la nueva identidad británica e influyó en Charles Dickens. Richard Cumberland escribió comedias patrióticas que representan personajes tomados de las "afueras del imperio". Su obra más popular, "The West Indian" (1771) se representó en América del Norte y las Indias Occidentales.

### Prosa, incluida la novela
En prosa, la primera parte del período se vio ensombrecida por el desarrollo del ensayo en inglés. The Spectator, de Joseph Addison y Richard Steele, estableció la forma del ensayo periódico británico, inventando la pose del observador distante de la vida humana que puede meditar sobre el mundo sin defender ningún cambio específico en él. Sin embargo, este fue también el momento en que la novela inglesa, que surgió por primera vez en la Restauración, se convirtió en una forma de arte importante. Daniel Defoe pasó del periodismo y la escritura de vidas criminales para la prensa a escribir vidas criminales ficticias con Roxana y Moll Flanders.

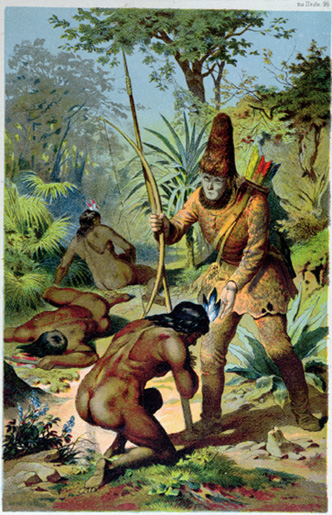
La novela de náufrago de Daniel Defoe de 1719 Robinson Crusoe, con Crusoe de pie sobre Viernes después de liberarlo de los caníbales.

En general se considera que el nacimiento de la novela inglesa ocurre con las obras Robinson Crusoe (1719) y Moll Flanders (1722), de Defoe a pesar de que El progreso del peregrino (1678) de John Bunyan y Orinoco (1688) de Aphra Behn (1688) son también contendientes. Otros novelistas británicos importantes del siglo XVIII son Samuel Richardson (1689-1761), autor de las novelas epistolares Pamela o Virtue Rewards (1740) y Clarissa (1747-1748); Henry Fielding (1707-1754), quien escribió Joseph Andrews (1742) y La historia de Tom Jones, un expósito (1749).
Si Addison y Steele dominaban en un tipo de prosa, Jonathan Swift, autor de la sátira de Los viajes de Gulliver, dominaba otro. En A Modest Proposal y Drapier Letters, Swift defendió a regañadientes al pueblo irlandés de las depredaciones del colonialismo. Esto provocó disturbios y arrestos, pero Swift, aunque no amaba a los católicos irlandeses, estaba indignado por los abusos que vio.
Al satírico pictórico y dibujante editorial inglés William Hogarth (1697-1764) se le atribuye el mérito del arte secuencial occidental pionero. Su trabajo abarcó desde retratos realistas hasta series de imágenes parecidas a las de las historietas llamadas "sujetos morales modernos". Gran parte de su trabajo satiriza la política y las costumbres contemporáneas.

### Teatro
Aunque la historia documentada del teatro irlandés comenzó al menos en 1601, los primeros dramaturgos irlandeses destacados fueron William Congreve (1670-1729), uno de los escritores más interesantes de comedias de la Restauración y autor de The Way of the World (1700) y el dramaturgo, George Farquhar (? 1677-1707), El oficial de reclutamiento (1706). (Comedia de la Restauración se refiere a las comedias inglesas escritas y representadas en el período de la Restauración de 1660 a 1710. Comedia de modales se utiliza como sinónimo de comedia de la Restauración).
El teatro angloirlandés del siglo XVIII también incluye a Charles Macklin (? 1699–1797) y Arthur Murphy (1727–1805).
La era del drama de Augusto terminó con la censura establecida por la Ley de Licencia teatral de 1737. Después de 1737, los autores con fuertes argumentos políticos o filosóficos ya no recurrían al escenario como su medio para ganarse la vida, y las novelas comenzaron a tener estructuras dramáticas que involucraban solo a seres humanos normales, ya que el escenario se cerró para los autores serios. Antes de la Ley de Licencias de 1737, el teatro era la primera opción para la mayoría de los escritores ingeniosos. Después lo fue la novela.

### Poesía
Papa
El poeta más destacado de la época es Alexander Pope (1688-1744), cuyas obras principales incluyen: The Rape of the Lock (1712; ampliada en 1714); una traducción de la Ilíada (1715-20); una traducción de la Odisea (1725–26); El Dunciad (1728; 1743). Desde su muerte, Pope ha estado en un constante estado de revaluación. Su alto artificio, su estricta prosodia y, en ocasiones, la pura crueldad de su sátira fueron objeto de burla para los poetas románticos, y no fue hasta la década de 1930 que su reputación revivió. Pope es ahora considerado la voz poética dominante de su siglo, un modelo de elegancia prosódica, ingenio mordaz y una fuerza moral duradera y exigente.[61]The Rape of the Lock y The Dunciad son obras maestras del género fingido-épico . [62]
Fue durante este tiempo que el poeta James Thomson (1700-48) produjo su melancolía The Seasons (1728-1730) y Edward Young (1681-1765) escribió su poema Night-Thoughts (1742).

### Las raíces del romanticismo: 1750-1798

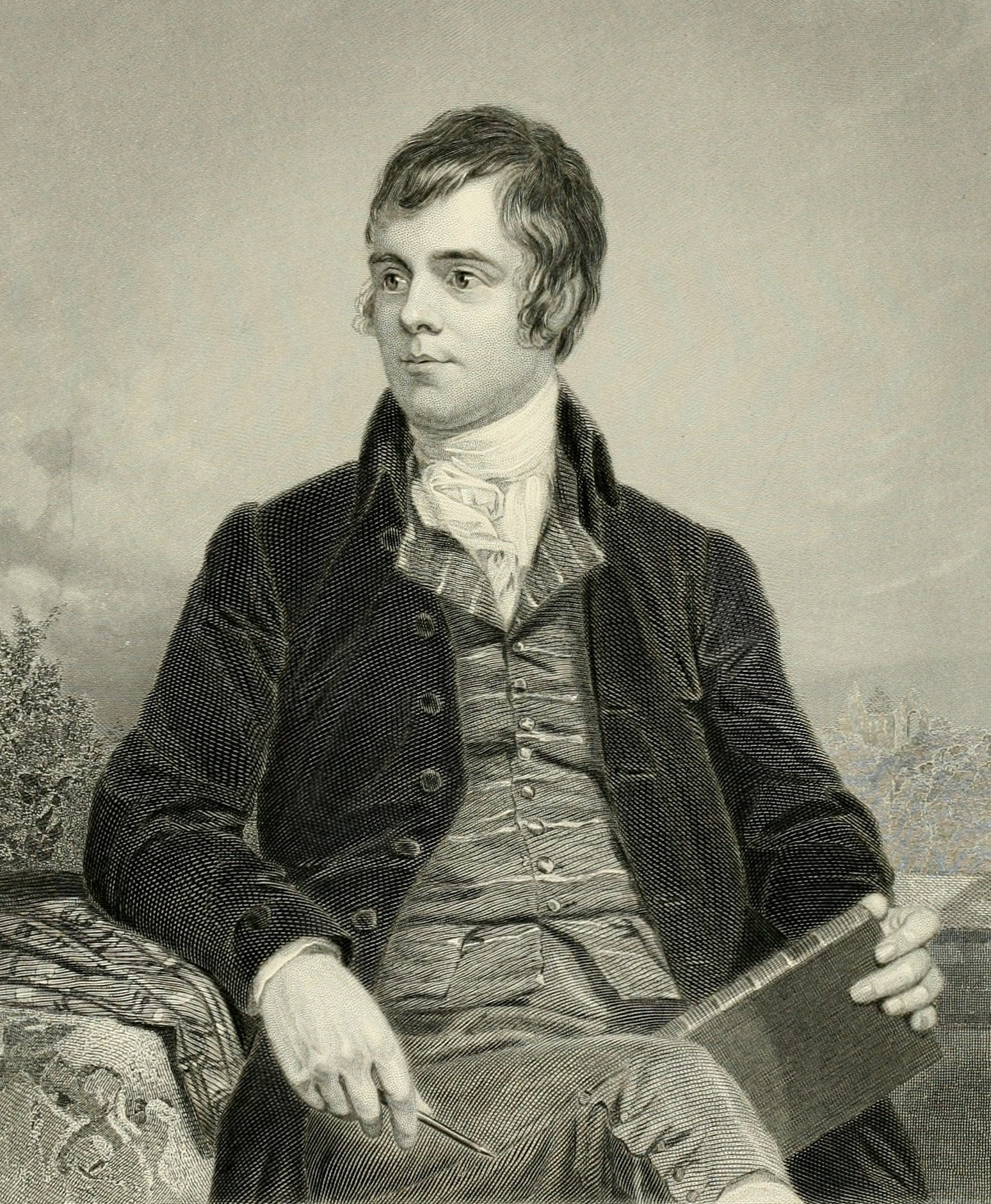
Robert Burns inspiró a muchos escritores de Gran Bretaña e Irlanda.

La segunda mitad del siglo XVIII a veces es llamada la "Edad de Johnson", en referencia a Samuel Johnson (1709-1784), a menudo conocido como Dr. Johnson, un autor inglés que hizo contribuciones duraderas a la literatura inglesa como poeta, ensayista, moralista, crítico literario, biógrafo, editor y lexicógrafo. Johnson ha sido descrito como "posiblemente el hombre de letras más distinguido de la historia de Inglaterra". Después de nueve años de trabajo, Johnson publica en 1755 el "Dictionary of the English Language"; que tuvo un gran alcance y efecto sobre el inglés moderno y ha sido descrito como "uno de los mayores logros de la erudición". Mediante obras como el "Diccionario, su edición de Shakespeare y su Vidas de los poetas en particular, ayudó a inventar lo que ahora llamamos Literatura inglesa".
Este período del siglo XVIII vio el surgimiento de tres importantes autores irlandeses, Oliver Goldsmith (1728-1774), Richard Brinsley Sheridan (1751-1816) y Laurence Sterne (1713-1768). Goldsmith se instaló en Londres en 1756, donde publicó la novela El vicario de Wakefield (1766), un poema pastoral The Deserted Village (1770) y dos obras de teatro, The Good-Natur'd Man 1768 y She Stoops to Conquer 1773. Sheridan nació en Dublín, pero su familia se mudó a Inglaterra en la década de 1750. Su primera obra, The Rivals 1775, se representó en Covent Garden y fue un éxito instantáneo. Se convirtió en el dramaturgo londinense más importante de finales del siglo XVIII con obras como La escuela del escándalo y La crítica. Sterne publicó su famosa novela Tristram Shandy en partes entre 1759 y 1767.
La novela sentimental o novela de sensibilidad es un género que se desarrolló durante la segunda mitad del siglo XVIII. [67] Entre las novelas sentimentales más famosas en inglés se cuentan Pamela o la virtud recompensada (1740) de Samuel Richardson, Oliver Goldsmith ' s El vicario de Wakefield (1766), y Laurence Sterne 's Tristram Shandy (1759-1767). [68]
Otro género novedoso también se desarrolló en este período. En 1778, Frances Burney (1752-1840) escribió Evelina, una de las primeras novelas de modales. [69] De hecho, las novelas de Fanny Burney "fueron disfrutadas y admiradas por Jane Austen". [70]
Los poetas de cementerio fueron una serie de poetas ingleses prerrománticos, que escribieron en la década de 1740 y posteriores, cuyas obras se caracterizan por sus sombrías meditaciones sobre la mortalidad, "cráneos y ataúdes, epitafios y gusanos" en el contexto del cementerio. [71] A esto se le añadió, por escritores posteriores, un sentimiento por lo "sublime" y lo siniestro, y un interés por las formas poéticas antiguas inglesas y la poesía popular. [72] A menudo se les considera precursores del género gótico. [73] Los poetas incluyen; Thomas Gray (1716-1771), Elegía escrita en un cementerio rural (1751); [74] William Cowper (1731-1800); Christopher Smart (1722-1771); Thomas Chatterton (1752-1770); Robert Blair (1699-1746); [75] y Edward Young (1683-1765), La queja o pensamientos nocturnos sobre la vida, la muerte y la inmortalidad (1742-1745). [76]
Otros precursores del romanticismo son los poetas James Thomson (1700-48) y James Macpherson (1736-1796), la novela gótica y la novela de la sensibilidad. [77]
También presagiaba el romanticismo la ficción gótica, en obras como la novela de Horace Walpole de 1764 El castillo de Otranto. El género de ficción gótica combina elementos de terror y romance. Una novelista gótica pionera fue Ann Radcliffe, autora de Los misterios de Udolpho (1794). El monje (1796), de Matthew Lewis, es otra obra temprana notable en los géneros gótico y de terror.
James Macpherson (1736-1796) fue el primer poeta escocés en ganar reputación internacional. Afirmando haber encontrado poesía escrita por el antiguo bardo Ossian, publicó traducciones que adquirieron popularidad internacional, siendo proclamado como un equivalente celta de las epopeyas clásicas. Tanto Robert Burns (1759-1796) como Walter Scott (1771-1832) estuvieron muy influenciados por el ciclo de Ossian. [78] [79]
Robert Burns (1759-1796) fue un pionero del movimiento romántico y, tras su muerte, se convirtió en un icono cultural en Escocia. Entre los poemas y canciones de Burns que siguen siendo bien conocidos en todo el mundo se encuentran "Auld Lang Syne"; " Una rosa roja, roja "; " Un hombre es un hombre para un 'eso "; " A un ratón "; " Tam o 'Shanter " y " Ae Fond Kiss ".

## Autores del Reino Unido
- Peter Ackroyd
- Douglas Adams
- J. K. Rowling
- J. R. R. Tolkien
- Arthur Conan Doyle
- Beatrix Potter
- Charles Dickens
- Mary Shelley
- Jane Austen
- Roald Dahl